# Конституция Грузинской Демократической Республики
Конституция Грузинской Демократической Республики (груз. საქართველოს დემოკრატიული რესპუბლიკის კონსტიტუცია) – основной закон Грузинской Демократической Республики (1918 — 1921). Конституция была основана на принципах Акта о независимости Грузии и была принята 21 февраля 1921 года Учредительным Собранием Грузии.
Согласно Конституции, Грузия является свободным, независимым и неделимым государством, политическое устройство которого является демократическая республика. Столица государства — Тифлис (Тбилиси). Государственный язык  — грузинский.
Конституция провозглашала и закрепляла права и свободы человека, а также равенство граждан перед законом. Конституция признавала права этнических меньшинств, а также их право на свободное социально-экономическое и культурное развитие, в том числе обучение и воспитание на родном языке.
Бывший министр иностранных дел ФРГ Ганс-Дитрих Геншер отмечал, что текст грузинской конституции 1921 года на момент написания был одним из самых прогрессивных в Европе. Уже тогда в ней признавались такие ценности, как свобода, демократия и верховенство закона.

## История
История грузинского конституционализма начинается в XX веке, когда 26 мая 1918 года Грузинская Демократическая Республика приняла Акт о независимости и приступила к разработке Конституции. Конституция должна была учитывать менталитет, бытие, нравственность, этнический состав молодого государства и историческое становление грузинской нации.
Первое заседание Конституционной комиссии Грузии состоялось 7 июня 1918 года. Председателем комиссии был избран Серги Джапаридзе, секретарем комиссии – Павле Сакварелидзе. В состав многопартийной комиссии также вошли: Ражден Арсенидзе, Ноэ Жордания, Иванэ Черкезишвили, Григол Рцхиладзе, Самсон Дадиани, Гиорги Гвазава, Константинэ Макашвили. Ровно через месяц несколько членов комиссии сменились новыми членами: Лэо Натадзе (вместо Ноэ Жордания), Мариам Чхеидзе (вместо Иванэ Черкезишвили), Александрэ Церетели (вместо Григола Рцхиладзе), Геронти Кикодзе и Спиридон Кедия (вместо Гиорги Гвазавы).
После выборов в Учредительное собрание, в марте 1919 г., была создана новая конституционная комиссия в составе пятнадцати членов, которая приняла на себя материалы ранее существовавшей комиссии и продолжила ее работу. Состав членов комиссии несколько раз менялся. Сначала ее возглавил Ражден Арсенидзе, а затем Павле Сакварелидзе.
Проект Конституции был полностью напечатан в мае 1920 года и разослан на рассмотрение членам Учредительного собрания. Многие заседания ассамблеи были посвящены обсуждению проекта. Работа над Конституцией длилась 3 года и была принята 21 февраля 1921 года. Она просуществовала 4 дня вплоть до советской оккупации Грузии.
Конституция была напечатана в марте 1921 года в Батуми, в типографии Нестора Хвингия.
В 1990-х годах, после выхода Грузии из состава СССР и обретения государственной независимости, Конституцию дважды пытались восстановить. Впервые это произошло 21 февраля 1992 года, когда она была восстановлена Военным советом Грузии. Вторая попытка была предпринята в 1993 году, когда перед Государственной конституционной комиссией была поставлена задача разработать новую редакцию Конституции 1921 года, однако вместо этого была принята новая конституция Грузии от 1995 года, основанная на провозглашённых принципах Конституции 1921 года.

## Характеристика
Конституция Грузинской Демократической Республики состоит из 17 глав и 149 статей.

### Юридическая сила
В Конституции нет преамбулы. Конституция предусматривает сложный механизм пересмотра. Для ее изменения нужно сначала получить 2/3 голосов депутатов Парламента, а затем одобрить это изменение на референдуме.

### Государственное устройство

#### Административно-территориальное устройство
С точки зрения территориального устройства Грузинская Демократическая Республика – децентрализованное унитарное государство. Оно состоит из трех автономий: Абхазской автономии, Автономии мусульман и Закатальского округа. Этим территориям была предоставлена автономия в местных делах.

#### Форма правления и государственные органы
Конституция определяет республику как форму правления. Конституция предлагает общественности модель своего рода парламентской республики, хотя это не классический парламентаризм, потому что в этой форме нет нейтральной фигуры – главы государства, который в случае необходимости распускает парламент или все правительство. Система центральных органов государства никак не предусматривает главу государства. Некоторые из его традиционных функций возложены на премьер-министра. Ему было дано высшее представительство республики.

Среди государственных органов текст Конституции четко заявляет о превосходстве парламента:
«Государство принадлежит всей нации. Парламент осуществляет суверенитет нации в рамках этой конституции». 
Согласно конституции, на всей территории республики действует один верховный суд – Сенат, который избирается Парламентом. Конституция предусматривает институт присяжных для рассмотрения только серьезных уголовных, политических и печатных дел.

#### Права человека
Почти половина всего текста Конституции посвящена гарантиям прав человека (глава 2, 3 и 7). Третья глава является наиболее полной частью Конституции, в которой подробно устанавливаются основные права граждан Грузии, иностранцев и лиц без гражданства. Тринадцатая глава рассматривает социально-экономические права. Тот факт, что данная Конституция отмечена усилением прав человека, также указывается в главе четырнадцатой, полностью посвященной правам этнических меньшинств.

## Содержание
Глава 1. Общие положения
Глава 2. Гражданство
Глава 3. Права граждан
Глава 4. Парламент
Глава 5. Исполнительная власть
Глава 6. Суд
Глава 7. Государственные финансы
Глава 8. Государственный контроль
Глава 9. Государственная оборона
Глава 10. Местное самоуправление
Глава 11. Автономное управление
Глава 12. Образование и школа
Глава 13. Социально-экономические права
Глава 14. Права этнических меньшинств
Глава 15. Государственный служащий
Глава 16. Государство и церковь
Глава 17. Пересмотр Конституции